# Томислав Мрконіч
Томислав Мрконіч (хорв. Tomislav Mrkonjić; нар. 22 лютого 1994, Спліт, Хорватія) — хорватський футболіст, півзахисник. Грає у Другій національній лізі, виступаючи за «Кроація Зміявці».
У своєму рідному містечку Зміявці відомий на прізвисько Zmijavački Messi (у перекладі з хорватської «Зміявецький Мессі»). Так місцеві мешканці нарекли його за зовнішню схожість (бороду й зачіску) з відомим аргентинським футболістом Ліонелем Мессі.

## Життєпис
У 2015 і 2016 роках Мрконіч грав за «Імотський», де провів 13 матчів, а його середня кількість очок за гру становила 1,54. У сезоні 2015—2016 він грав також за футбольний клуб «Спліт».
У футбольному сезоні 2017—2018 років Мрконіч повернувся до свого рідного футбольного клубу «Кроація Зміявці» — команди 3-го дивізіону Хорватської федерації футболу. Протягом цього сезону він забив 11 яскравих голів і зробив 13 передач у 16 виходах, що статистично означало, що Мрконіч був найкращим гравцем групи «Південь» Третьої хорватської футбольної ліги в сезоні 2017/18.
У липні 2018 року він вступив у команду Першої хорватської футбольної ліги «Рудеш», прийшовши їй на виручку в її боротьбі за виживання. Його перші голи відбулися на 2-му тижні у грі проти «Осієка», де Мрконіч зробив дубль у загалом програному матчі його команди з рахунком 2:3.
У лютому 2020 року він повернувся до «Кроації Зміявці», яка саме виборола підвищення до Другої хорватської футбольної ліги.